# ズウィン

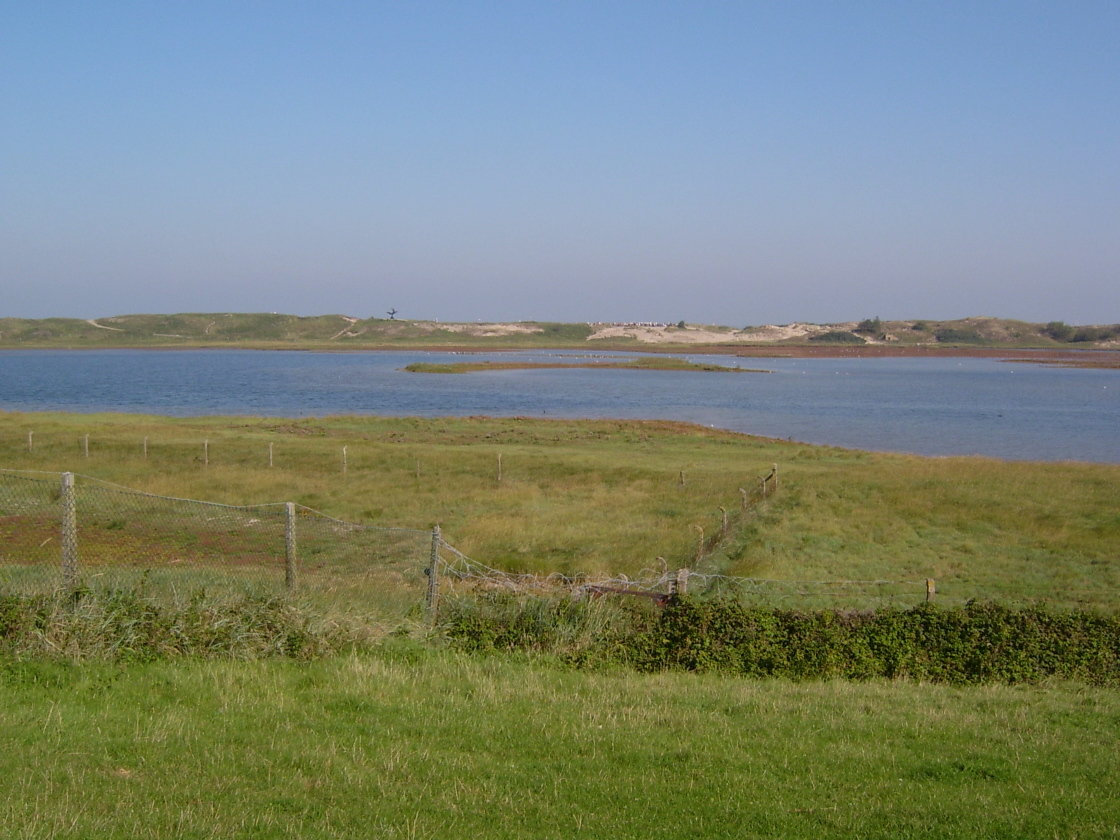
ズウィン（2004年9月）

ズウィン（Zwin）は、ベルギーのフランデレン地域の北海沿岸にある、ラグーン、塩性湿地、干潟を含む自然保護区である。大部分はクノック＝ヘイスト（Knokke-Heist）にあり（1.25km2）、一部はオランダのレトランヘメント（Retranchement、かつてのオランダの要塞都市）にかかっている（0.33km2）。中世には欧州最大の貿易都市であったブルッヘの主要港として栄えた。
シーラベンダー（イソマツ属）をはじめとする多様な塩生植物が自生している。また多種の野鳥が生息していることから、バードウォッチングのポイントとなっている。ズウィンには、この地域における主要な鳥類を観察できる小規模な動物公園がある。特にベルギーにおいて、シュバシコウ（ヨーロッパコウノトリ）の個体群が見られる数少ない場所でもある。

## 歴史
近隣のブルッヘ（Brugge）は、紀元前1世紀にジュリアス・シーザーがメナピー（Menapii）を征服したとき、海賊に対処するための要塞が建造されており、4世紀には、フランク王国が原住民のガロ・ローマ人（Gallo-Romans）地域を征服し、フランデレンシス・パグス政府（Pagus Flandrensis）が置かれていた。9世紀にはフランデレンのボードゥアン1世がヴァイキングに対処するためローマ時代の要塞を強化し、イングランドとスカンジナビア半島との貿易も始まった。この9世紀から10世紀にかけて、ブルッヘへの移住が促進され、教会も設立されるようになり、ズウィンの人口も増えたと言われている。
ブルッヘは12世紀に自治国家となったが、ズウィンの入り江は砂が堆積し始めていたため、 フランドル伯フィリップ・ダルザスは1134年のブルッヘ大津波の後、残された大きな溝をズヴィン海峡（the Zwin Channel）として整備し、町中に水路を張り巡らせ、運河支流（Sea arm）をダンメ経由でブルッヘに接続し、ブルッヘ・ゼーブルッヘ港に次いで、船での交易に便利な港町を作った。海峡は黄金の入江（the Golden Inlet）と呼ばれた。
1277年、大西洋岸を経由してジェノヴァ商人が来訪したことで、フランデレン地方の諸都市と地中海地方も海路で結ばれることになり、ブルッヘの繁栄に大いに寄与したが、やがてさらなるズウィン海峡への土砂の堆積により、港は機能を失って衰退していき、1531年には取引所もブルッヘからアントワープに移転した。
近世には隣接してクノック・レ・ザウテ飛行場が設置されており、第一次世界大戦のときにはドイツ帝国に占領されUボート基地が出来ていたブルッヘのゼーブルッヘ港に対する空爆作戦のために、イギリス空軍が使用していた。
1952年、ズウィンは自然保護区に指定された。また1986年3月にはラムサール条約登録地となった。

## 観察できる主な鳥類

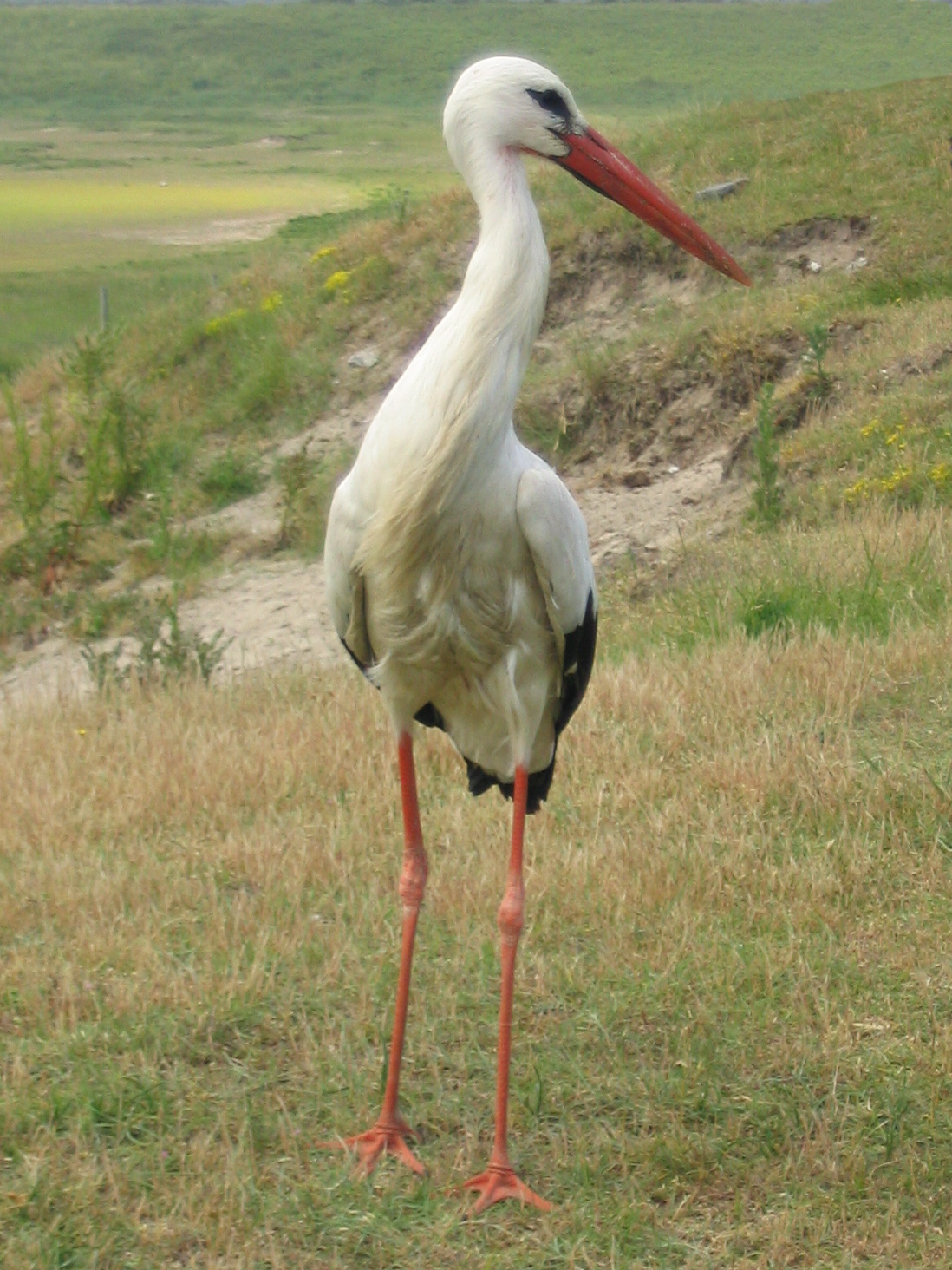
ズウィンのシュバシコウ（2006年）

- ソリハシセイタカシギ（Recurvirostra avosetta）
- コサギ（Egretta garzetta）
- ヨーロッパチュウヒ（Circus aeruginosus）
- ノスリの仲間（Buteo）
- シュバシコウ（Ciconia ciconia、絶滅危惧II類）
- ホンケワタガモ（Somateria mollissima）
- ハイタカの仲間（Accipiter）
- コノドジロムシクイ（英語版）（Sylvia curruca）
- ズグロムシクイ（英語版）（Sylvia atricapilla）
- ニワムシクイ（英語版）（Sylvia borin）
- スズガモ（Aythya marila）
- ホオジロガモ（Bucephala clangula）
- ウミガラス（Uria aalge）
- ミコアイサ（Mergellus albellus）
- アオサギ（Ardea cinerea）
- ゴイサギ（Nycticorax nycticorax）
- ユリカモメ（Larus ridibundus）
- ニシズグロカモメ（Larus melanocephalus）
- ハイイロガン（Anser anser）
- チフチャフ（Phylloscopus collybita）
- キタヤナギムシクイ（英語版）（Phylloscopus trochilus）
- ツクシガモ（Willow Warbler）